# نزع السلاح والتسريح وإعادة الدمج
إن نزع السلاح والتسريح وإعادة الدمج (Disarmament, demobilisation and reintegration (DDR أو نزع السلاح والتسريح والإعادة إلى الوطن وإعادة الدمج والتوطين، استراتيجيات مطبقة لتنفيذ عمليات حفظ السلام الناجحة، وهي بشكل عام الاستراتيجية التي تستخدمها جميع برامج حفظ السلام التي تنفذها الأمم المتحدة بعد انتهاء الحروب الأهلية.
يستلزم نزع السلاح الإزالة الفعلية لوسائل القتال من أيدي المحاربين السابقين (الأسلحة والذخيرة، إلخ). ويستلزم التسريح حل الجماعات المسلحة، بينما تعني إعادة الدمج عملية إعادة دمج المقاتلين السابقين في المجتمع المدني، مما يضمن عدم إمكانية تجدد النزاع المسلح.

## عوامل نجاح نزع السلاح والتسريح وإعادة الدمج
يختلف نزع السلاح والتسريح وإعادة الدمج إلى حد ما عن المصطلح الشامل «حفظ السلام»، حيث يتطلب الأول شروطًا معينة لينفّذ بفعالية.
ولكي يحدث التسريح وإعادة الدمج، يجب أولاً أن يكون هناك نزع سلاح ناجح للجماعات المسلحة. وبشكل عام، يجب أن تكون أطراف النزاع مستعدة للتفاوض على تسوية سلمية ووضع حد للصراع. وإذا لم تكن هناك نهاية تتضح في الأفق، أو إذا لم تكن جميع الأطراف مستعدة للتفاوض على سلام، فإن هذا سيجعل من الصعب إقامة الثقة بين هذه الأطراف. كما يجب تطبيق تدابير نزع السلاح على جميع أطراف النزاع.
كانت الصومال إحدى الحالات التي تبرز هذين العنصرين، حيث بدأت الأمم المتحدة والولايات المتحدة الأمريكية بنزع سلاح بعض الجماعات المسلحة وليس كلها، ولم يكن هناك اتفاق سلام متفق عليه أو مستمر. ثم استهدفت جماعات غير منزوعة السلاح الجماعات التي نُزع سلاحها واستمر العنف. من هذا يتبين أن الثقة هي أيضًا عامل أساسي لنجاح نزع السلاح والتسريح وإعادة الدمج، خاصة فيما يتعلق بنزع سلاح الجماعات المسلحة. وقد تساعد أفعال صغيرة على توليد الثقة لدى الجانبين، مثل الظهور العلني لقادة المجموعات معًا إلى جانب الوسطاء الدوليين. ولتعزيز الثقة، يُظهر الإتلاف العلني للأسلحة -التي سلمها أحد الأطراف المشاركة في العنف- للأطراف الأخرى أنه سلم سلاحه أيضاً.

## التحديات
يتمثل أحد التحديات أو الصعوبات، كما ذُكر أعلاه، في خلق الثقة بين الجماعات المسلحة المختلفة. إذا لم يتم التوصل إلى اتفاق سلام بالفعل، وكانت الجماعات المسلحة ترغب في بدء عملية نزع السلاح والتسريح وإعادة الدمج، فيجب معالجة القضايا الأساسية التي أدت إلى العنف في المقام الأول. لا يمكن التعامل مع عملية نزع السلاح والتسريح وإعادة الدمج كعملية تكنوقراطية بحتة، وعدم معالجة مظالم كل طرف قد يقوض عملية السلام أو يؤثرعليها سلبًا بشكل خطير.
تظهر المزيد من التحديات عندما ننظر في إعادة دمج المقاتلين السابقين. على عكس الجوانب الأخرى لاتفاقات السلام مثل تعزيز المؤسسات الديمقراطية وإقامة انتخابات نزيهة وإنشاء هياكل حكومية، قد يكون من الصعب رصد إعادة دمج المقاتلين السابقين في المجتمع المدني بدقة. يحدث هذا جزئيًا بسبب طبيعته الاجتماعية: كيف تقاس طريقة اندماج المقاتلين السابقين مع المجتمع؟ كيف يمكن قياس التماسك الاجتماعي الذي يهدف نزع السلاح والتسريح وإعادة الدمج إلى تعزيزه في المنطقة المتأثرة؟
تنطوي الحرب الأهلية غالبًا على درجات عالية من العنف الطائفي، وهذا يشكل تحديًا خاصًا للمقاتلين الذين ربما انضموا إلى الجماعات المسلحة التي ارتكبت أعمال عنف في مجتمعات المقاتلين السابقين. حتى إذا لم يرتكب المقاتل السابق المعني أعمال عنف ضد مجتمعه، فقد يظل يواجه صعوبات في تقبله مرة أخرى إذا ارتبط بجماعة ارتكبت ذلك. قد يؤدي هذا إلى تفكك روابط عائلية أو إحداث توترات مجتمعية، وقد يختار مقاتلون سابقون عدم العودة إلى ديارهم تمامًا. على هذا النحو، قد يكون من الممكن إعادة دمج المقاتلين بنجاح في المجتمع المدني، لكن إعادة دمجهم في مجتمعاتهم المحلية قد تكون مهمة أكثر صعوبة.

## متطلبات التنفيذ الناجح لنزع السلاح والتسريح وإعادة الدمج
هناك 6 جوانب لنجاح عملية نزع السلاح والتسريح وإعادة الدمج:
1. تخفيض النفقات العسكرية
2. إعادة توجيه البحث والتطوير العسكري
3. تحويل صناعة الأسلحة
4. التسريح وإعادة الدمج
5. إعادة تطوير الشرطة
6. التخلص الآمن وإدارة «فائض الأسلحة» التسريح هو أحد جوانب التحويل.

## خاتمة
لتقييم أثر التسريح، ينظر إلى الموارد المعنية والعمليات الديناميكية للإنتاج وإعادة التوزيع، والعوامل المختلفة والجهات الفاعلة في صنع السياسات وتنفيذها. يجب أن يكون الهدف النهائي لجهود التسريح وإعادة الدمج هو تعزيز رفاهية الناس وفائدة المجتمع، وتسريح المقاتلين يحرر الإمكانات البشرية التي يمكن أن تسهم في تحقيق هذه الأهداف.